# شهرستان میفعه
ناحیهٔ میفعه (به عربی: مدیریة میفعة) یک ناحیه در یمن است که در استان شبوه واقع شده‌است.
ناحیهٔ میفعه ۴۱٬۵۹۷ نفر جمعیت دارد.